# Parafia św. Marcina w Jawiszowicach
Parafia pw. św. Marcina w Jawiszowicach – parafia rzymskokatolicka znajdująca się w Jawiszowicach. Należy do dekanatu Jawiszowice diecezji bielsko-żywieckiej. Mieści się przy placu św. Marcina.

## Historia parafii
Została po raz pierwszy wzmiankowana w spisie świętopietrza parafii dekanatu Oświęcim diecezji krakowskiej z 1326 pod nazwą Janissowicz. Następnie w kolejnych spisach świętopietrza z lat 1346–1358 pod nazwami Ianissowicz, Ianissovicz, Janussovicz, Jacussovicz, Janissovicz, Ianussovicz, Iacussovicz.